# 1919 na rádio

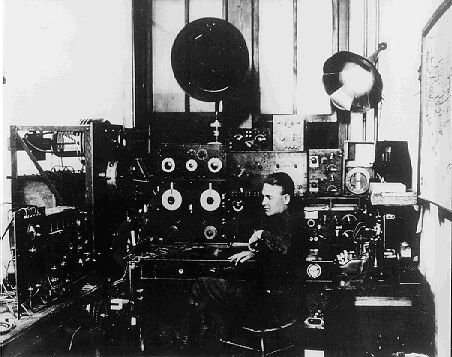
Operador de rádio, com seu equipamento.

Nesta página encontrará referências aos acontecimentos directamente relacionados com a rádio ocorridos durante o ano de 1919.

## Eventos
- 6 de Abril - Realizada a primeira transmissão de rádio no Brasil, pela Rádio Clube de Pernambuco.

## Nascimentos
| Data            | Nome                    | Profissão                        | Nacionalidade | Observações | Ref |
| --------------- | ----------------------- | -------------------------------- | ------------- | ----------- | --- |
| 18 de fevereiro | Raul Brunini            | locutor e político               | Brasil        | m. 2009     |     |
| 12 de março     | Geraldo José de Almeida | narrador desportivo e radialista | Brasil        | m. 1976     |     |

## Mortes
| Data | Nome | Profissão | Nacionalidade | Observações | Ref |
| ---- | ---- | --------- | ------------- | ----------- | --- |